# Герой-одинак
«Герой-одинак» (англ. Once a Hero) — американська короткометражна кінокомедія Роско Арбакла 1931 року.

## У ролях
- Емерсон Трісі
- Бетті Грейбл
- Джек Шута